# Johanna Giraud

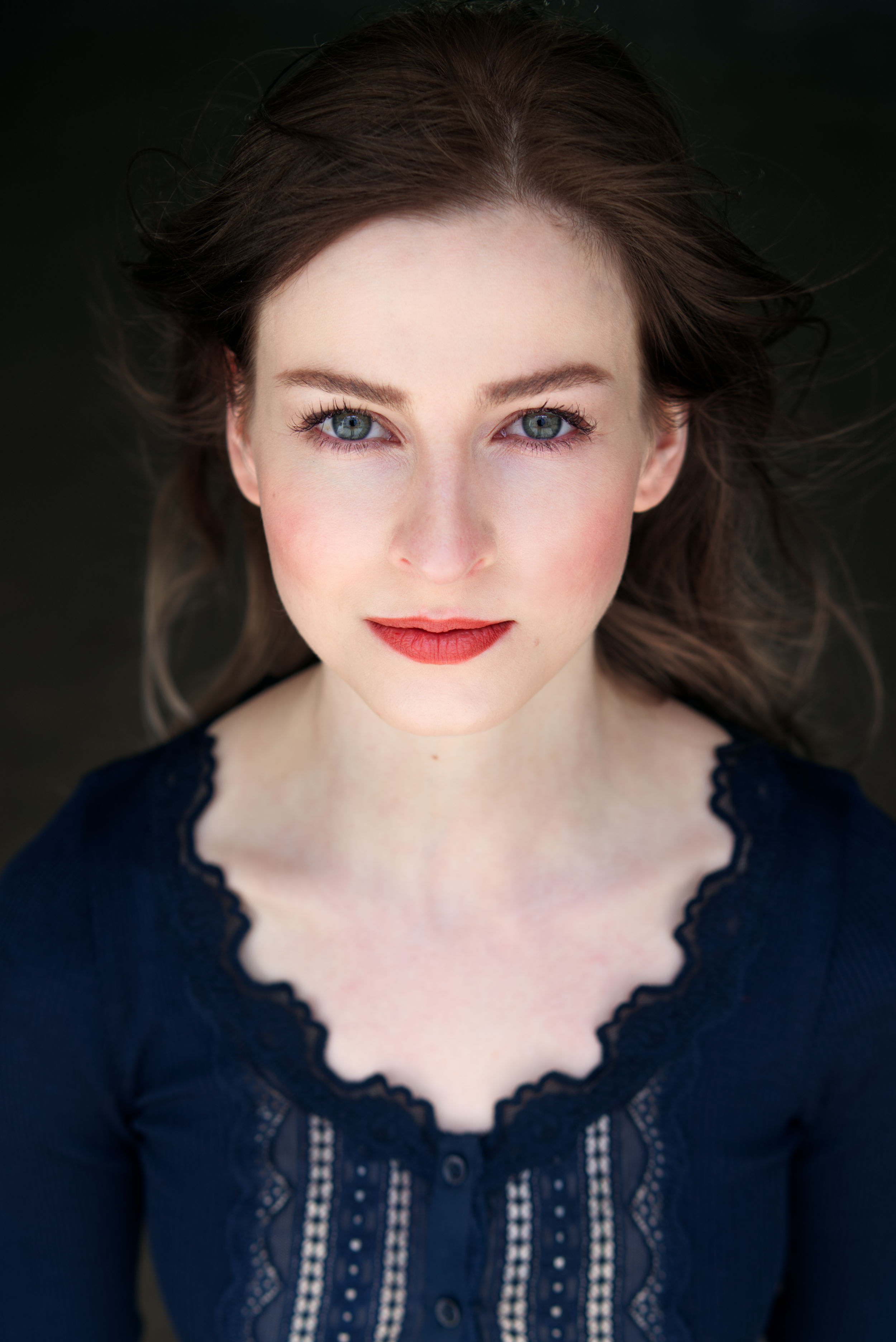
Johanna Giraud

Johanna Giraud ist eine deutsch-französische Theater- und Filmschauspielerin sowie Synchronsprecherin.

## Leben
Giraud besuchte das Bergstadt-Gymnasium in Lüdenscheid, das sie mit dem Abitur verließ. Anschließend machte sie ihre Schauspielausbildung an der Film Acting School Cologne. Bereits als Kind trat sie im Kulturhaus Lüdenscheid im Musical-Stück Ritter Rost auf. Während ihrer Gymnasiumzeit gehörte sie zum Ensemble des Theater Hagen. Später wechselte sie ins Ensemble des Theaters im Hof Köln, wo sie für mehrere Produktionen auftrat. Parallel dazu wirkte sie jeweils ein Jahr lang in den Stücken Poetischer Reigen im Hinterhofsalon Köln und Follow or Run im Freies Werkstatt Theater Köln mit. Nach Stationen an der PanArte Bochum gehört sie seit 2020 zum Ensemble des Theater Tiefrot. Außerdem wirkte sie in Hauptrollen bei den Musicals „Macaire“ (2013–2014) und „Conni“ (2021–2023) mit.
2013 hatte sie eine Synchronsprecherrolle in Das Dorf in der Heide, 2014 in Look 4 Them. 2017 hatte sie eine Besetzung in dem Spielfilm Vollkrassmann, der unter dem Titel Reallyphatman auf dem Barcelona Planet Film Festival aufgeführt wurde. 2021 hatte sie eine Hauptrolle in dem Spielfilm Efreet inne. Seitdem ist sie in Fernsehrollen bei ZDF und arte zu sehen und arbeitete 2023 bei der Krimireihe „Ingo Thiel“ mit dem Regisseur Niki Stein zusammen.
Ihre Stimme ist in WDR-Hörspielen wie „Unter schwarzer Flagge“ und Dokumentationen wie „Blackout“ (WDR) und „Border Patrol“ (ProSieben) zu hören.
Außerdem ist sie weiterhin als Synchronsprecherin tätig. Unter anderem ist sie als deutsche Synchronstimme von Lucy Allix, Talia Ryder und Giulietta Rebeggiani zu hören.

## Theater
- 1999: Ritter Rost (Kulturhaus Lüdenscheid)
- 2007: Tin Pan Ali (Theater Hagen)
- 2009: 9 Dinge (Theater Hagen)
- 2010: Carpe Diem (Kulturhaus Lüdenscheid)
- 2012–2013: The Two Gentlemen of Verona (Theater im Hof Köln)
- 2013: Hirsche & Hennen (Theater im Hof Köln)
- 2013: Der eingebildete Kranke (Theater im Hof Köln)
- 2013–2014: Macaire (Theater im Hof Köln)
- 2013–2014: Poetischer Reigen (Hinterhofsalon Köln)
- 2014–2015: Follow or Run (Freies Werkstatt Theater Köln)
- 2015: Die wilden Piraten (Tourneetheater)
- 2015–2016: Pfefferpothast (PanArte Bochum)
- 2016: Inneres Ensemble (Kulturhaus Lüdenscheid)
- 2017: Toilet Brushes (StadtRaum Köln)
- 2018: Statttauben (PanArte Bochum)
- 2019: Elisabeth Treskow (Statttauben Bochum)
- 2020: Wir sind auf dieser Erde der Liebe wegen (Theater Tiefrot)
- 2020: Herbstromantik (Hinterhofsalon Köln)
- 2021: Nathan der Weise[3](Theater Tiefrot)
- 2021: Der Diener zweier Herren[5] (Theater Tiefrot)
- 2021–2023: Conni (Musical)
- 2022: Die geliebte Stimme (Hinterhofsalon Köln)

## Filmografie (Auswahl)

### Schauspiel
- 2017: Vollkrassmann
- 2020: Es ist nur eine Phase, Hase[6]
- 2021: Efreet[3]
- 2023: Ingo Thiel – Briefe aus dem Jenseits

### Synchronsprechen
- 2013: Das Dorf in der Heide (Kinofilm)
- 2014: Look 4 Them (Spielfilm)
- 2020: Narrow Escape (PC-Game)
- 2022: Christian (Serie)
- 2023: Beelzebub (Serie)